# Karen Dokhojan
Karen Dokhojan (örményül: ǿարեն Ǵոխոյան, Jereván, 1976. október 6. –) örmény válogatott labdarúgó, hátvéd.

## Pályafutása

### Klubcsapatokban
1992-ben indult a  pályafutása az örmény első ligában szereplő Malatia Jerevan csapatában. 1994-ben az Erebuni-Homenmen FC-hez, 1996-ban pedig a FA Jerevanhoz igazolt. 1997-ben örmény bajnokságot nyert az együttessel. 2000-ben az Araks Ararat játékosa lett, de a 2000-es szezonban az orosz Krilja Szovetov Szamara csapatához került, ahol az első ligában szerepelt. Ezt az együttest 7 szezonon keresztül, 2006-ig képviselte.
2007-ben visszatért Örményországba, ahol a Pjunik Jerevan játékosa lett. miután két örmény bajnokságot nyert (2007, 2008), befejezte a pályafutását.

### A válogatottban
1999. augusztus 18-án debütált az örmény válogatottban az Észtország elleni barátságos találkozón (0–2). 2000. február 2-án a Moldova ellen 2–1-re megnyert barátságos mérkőzésen szerezte első gólját a válogatottban. Az 1999 és 2008 közötti években 48 mérkőzést játszott nemzeti színekben és 2 gólt szerzett.

## A válogatottban
| Örményország | Örményország | Örményország |
| Év           | Mérk.        | Gól          |
| ------------ | ------------ | ------------ |
| 1999         | 1            | 0            |
| 2000         | 7            | 1            |
| 2001         | 7            | 0            |
| 2002         | 2            | 0            |
| 2003         | 5            | 0            |
| 2004         | 5            | 1            |
| 2005         | 7            | 0            |
| 2006         | 4            | 0            |
| 2007         | 7            | 0            |
| 2008         | 3            | 0            |
| Összesen     | 48           | 2            |

## Sikerei, díjai
FA Jerevan
- Örmény bajnok (1): 1997
- Örmény kupadöntős (1): 1998

 Pjunik Jerevan
- Örmény bajnok (2): 2007, 2008
- Örmény szuperkupa-győztes (1): 2008

 Krilja Szovetov Szamara
- Az orosz bajnokság bronzérmese (1): 2004
- Orosz kupadöntős (1): 2004

## Fordítás
- Ez a szócikk részben vagy egészben  a   Karen Dochojan című lengyel Wikipédia-szócikk ezen változatának fordításán alapul.  Az eredeti cikk szerkesztőit annak laptörténete sorolja fel. Ez a jelzés csupán a megfogalmazás eredetét és a szerzői jogokat jelzi, nem szolgál a cikkben szereplő információk forrásmegjelöléseként.